# Viltstift

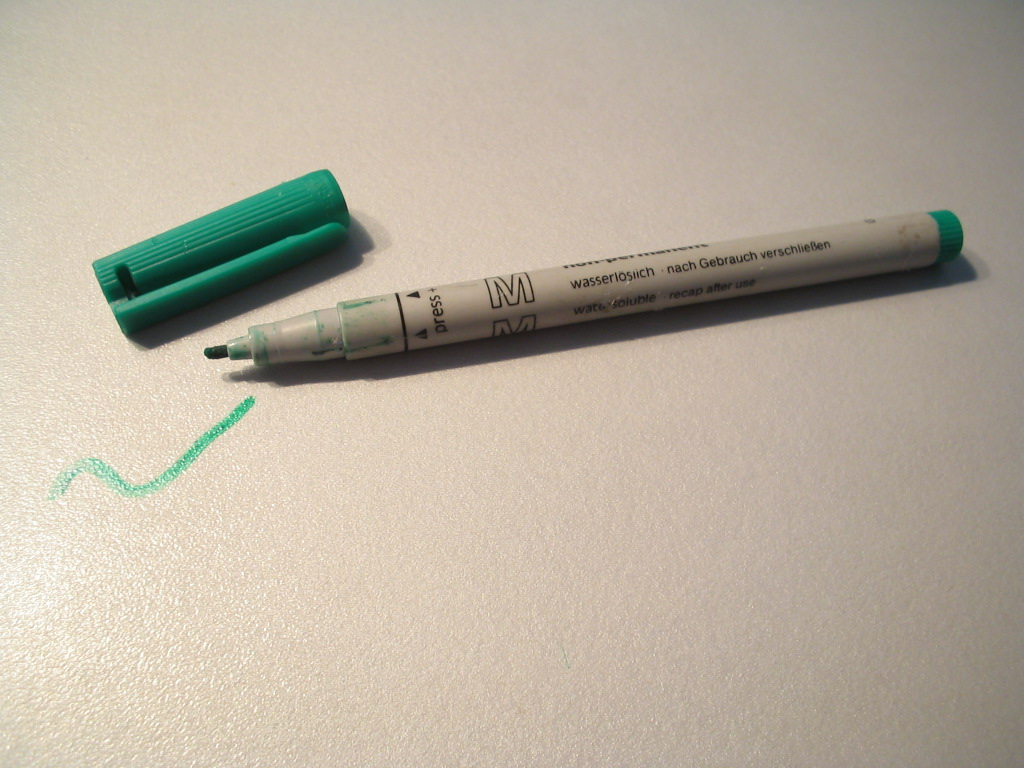
Een viltstift met groene inkt

De viltstift is een soort tekenmateriaal. Viltstiften zijn verkrijgbaar in verschillende kleuren, en de tekenpunt waar de inkt uit komt kan smal, breed, dik of dun zijn, al naargelang de toepassing.
De eerste viltstiften zijn ontwikkeld voor het markeren van goederen in het industrieel proces en waren op basis van het giftige tolueen en xyleen. Deze niet-uitwisbare stiften worden ook wel permanente viltstiften genoemd. Zulke hervulbare markeerstiften worden nog steeds toegepast maar het merendeel van de huidige productie bestaat uit in 1962 geïntroduceerde stiften op alcoholbasis die worden gebruikt als schrijf- en kleurmateriaal. Zo'n viltstift wordt meestal gebruikt om vlakken in te kleuren. De inkten van deze stiften zijn in beginsel uitwisbaar en uitwasbaar.

## Ontwikkelingsgeschiedenis

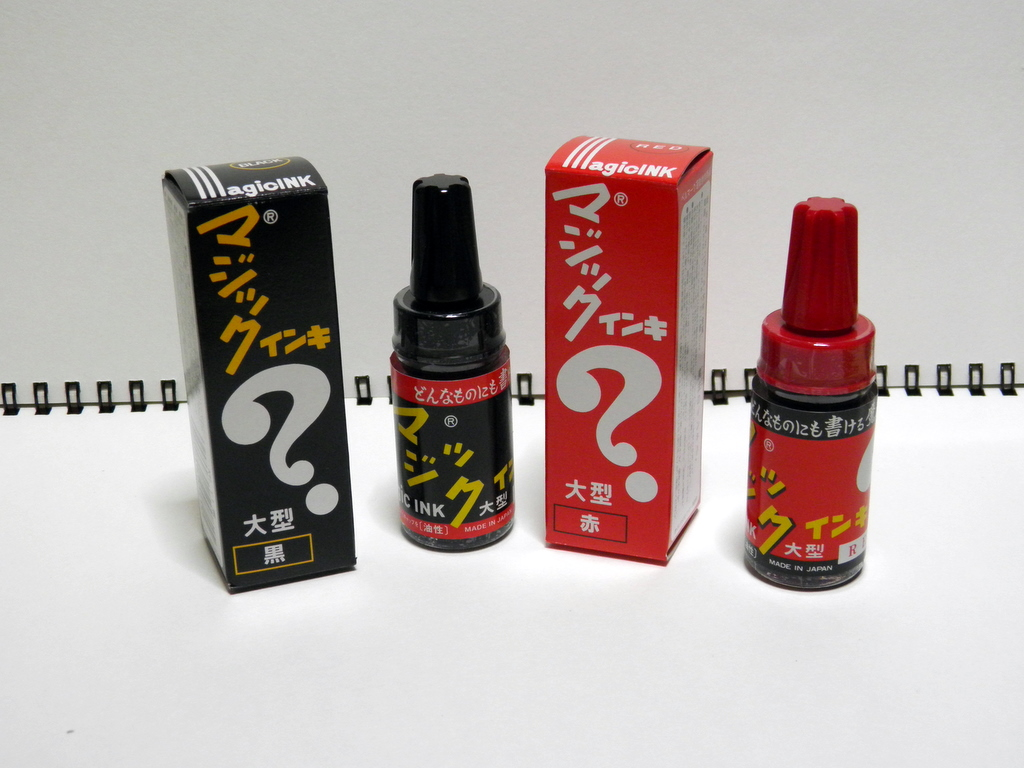
Viltstiften met een navulbare glazen container worden nog steeds geproduceerd

De viltstift werd vermoedelijk in het begin van de twintigste eeuw uitgevonden. In 1910 vroeg de Amerikaan Lee W. Newman patent aan op een marking pen bestaande uit een cilindervormige inktcontainer met daarop een houder geschroefd voor een afgeschuinde punt bestaande uit een vilten stift. Het doel was het markeren van industriële goederen. In de jaren daarna werden voor industrieel gebruik meer van zulke markeerpennen ontwikkeld, meestal in een beperkt assortiment.
In 1952 ontwikkelde de Amerikaan Sidney Rosenthal de Magic Marker en bracht die in een grotere kleurenreeks uit. Dit product bestond uit een kort piramidevormig glazen flesje met een metalen dekseltje dat meteen diende als stifthouder. Het flesje was navulbaar. De inkt bestond uit een mengsel van de oplosmiddelen tolueen en xyleen vermengd met een kleurstof. De vloeistof had een grote hechtkracht en droogde snel en vrijwel watervast op. Wegens die laatste eigenschap werden zulke tekenmiddelen permanent markers genoemd. Een nadeel was de giftigheid die zich mede uitte in een onaangename geur. Hierom en wegens de neiging van de oplosmiddelen om te "bloeden" doordat ze nog door de dikste papierlagen opgezogen werden, waren zulke viltstiften minder geschikt om op papier te tekenen.
De 'moderne' viltstift zoals we die nu kennen, is in 1962 op de markt gebracht door ingenieur Yukio Horie, de directeur van de Tokyo Stationery Company, het latere Pentel, in Japan. Na eerste proefnemingen vanaf 1946 door zijn Dai Nippon Bungu Company met een bamboe houder voorzien van een vilten punt, verfijnde men het concept verder tot een product met een groter gebruiksgemak. In plaats van een metalen of glazen container waar de inkt vrij in kon bewegen, werd een doordrenkte wattering gebruikt als reservoir. Hierdoor kon de houder bestaan uit een simpele hardplastic buis ter grootte van een potlood, terwijl er toch weinig kans was op lekkage. De vilten punt werd vervangen door een fiber tip bestaande uit hardere parallelle kunststofvezels. Die maakten een smallere en hardere punt mogelijk die in iedere gewenste vorm kon worden geslepen en minder vervormde onder druk. De punt stak van achteren in de wattering en werd zo continu van inkt voorzien wat het gevaar op uitdroging verminderde. Hierdoor kon volstaan worden met een eenvoudige opschuifbare plastic dop om verdamping en inktverlies te verhinderen; latere modellen gebruikten vaak een vastklikkende dop. Het tolueen of xyleen werd vervangen door alcoholen als 1-propanol, 1-butanol of diacetonalcohol, of cresolen. De alcoholen zijn veel minder giftig en dit maakte viltstiften geschikt voor gebruik door kinderen. Een nadeel is dat de inkt niet watervast is, maar dat is buiten het industrieel gebruik vaak weinig relevant of kan zelfs als een voordeel worden gezien omdat vlekken in kleding dan ten dele uitwasbaar zijn.

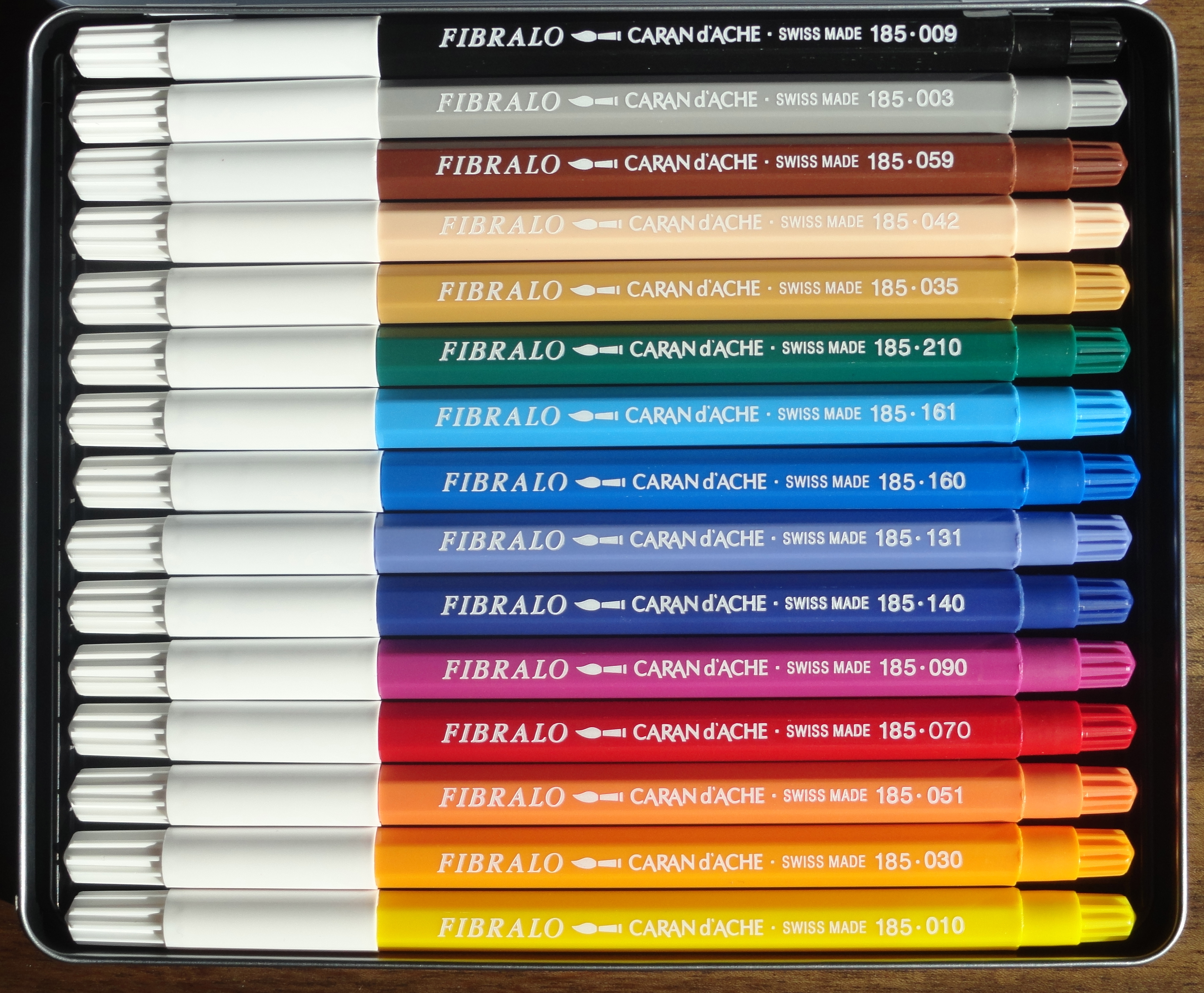
Viltstiften met inkt op alcoholbasis voor het tekenen op papier

Het product, Sign Pen, werd een groot succes en midden jaren zestig begonnen veel fabrikanten van tekenmaterialen reeksen van soortgelijke viltstiften uit te brengen, meestal verpakt in doorzichtige plastic etuis of blikken dozen, als bij potloden. Tegenwoordig worden per jaar miljarden van zulke viltstiften geproduceerd. Meestal verschillen die maar weinig in de gebruikte inkten. Wel maakt de toepassing van plastic voor de houders daarin een fantasierijke variatie in kleur en vorm mogelijk, waarbij het de conventie is de houder of de dop ervan de tint te geven van de inkt die hij bevat. Meer verschil is er in de vorm en dikte van de stift die tegenwoordig vaak niet meer van een vilt of vezel gemaakt is maar van een poreuze kunststof wat de inktafgifte en vormvastheid verbetert. In het Nederlands bleef de naam "viltstift" gangbaar, vergelijkbaar met het Duitse Filzstift en het Engelse felt tip. De oudere viltstiften met xyleen/tolueeninkt bleven bestaan, vooral voor bedrijfsmatig gebruik. Ze hebben tegenwoordig meestal een navulbare cilindervormige aluminium container. De watervastheid is verbeterd door toevoeging van een mengsel van een glyceride, een pyrrolidon en een opgeloste kunsthars.

Een schema van een viltstift met metalen houder gevuld met tolueeninkt

De dunne viltstiften met inkt op alcoholbasis hebben vaak zeer grote kleurassortimenten. De kleuren daarvan worden typisch gevormd door een beperkt aantal, meestal een half dozijn, organische kleurstoffen te mengen. Gelen en roden worden verschaft door azoverbindingen, magenta door chinacridon, violet door dioxazineviolet, cyaanblauw en groen door ftalocyanine. Lichtere tinten worden simpelweg aangemaakt door de hoeveelheid kleurstof te verminderen, zodat de vloeistof fletser wordt. Het transparante mengsel krijgt zijn kleur namelijk door het licht te filteren wat zonder toevoeging van een dekkend wit pigment, hetgeen de vloeistof tot een verf zou maken in plaats van een inkt, geen witte tint kan opleveren. Net als bij een aquarel bestaat het wit in een afbeelding dus uit het wit van het papier. Het oplosmiddel dringt in de papiervezels door en verdampt, zodat de achterblijvende kleurstof de vezels kleurt. Er vormt zich dus geen verffilm. Het "transparante" effect wordt niet veroorzaakt door een doorzichtige glacerende laag op het papier die het licht breekt, maar door een minder sterke directe kleuring van de papiervezels zelf. Een uitzondering vormen die stiften die juist wel een verf bevatten. Die is dan een mengsel van een bindmiddel, bijvoorbeeld polyurethaan, een olie of een kunsthars, een oplosmiddel zoals thinner of tolueen, en een dekkend pigment. De container is in dat geval hol en bevat vaak een stalen kogel die met een schuddende beweging de verf steeds opnieuw op de juiste egale mengverhouding kan brengen als het pigment aan één zijde bezonken is geraakt.
Ondanks de geringe variatie in kleurstoffen is hierin toch een zeker onderscheid tussen de verschillende merken. Goedkopere stiften hebben vaak minder verzadigde kleuren doordat er te veel oplosmiddel gebruikt is en daarbij zijn hun kleurstoffen ten dele minder lichtecht. Dat laatste speelt vooral bij gele, rode, roze en paarse tinten.

## Toepassing
Voor moderne industriële productieprocessen wordt een zeer uitgebreid assortiment viltstiften vervaardigd, waarvan de eigenschappen speciaal ingericht zijn op de eisen die de respectievelijke technieken stellen. Zo kunnen er inkten toegepast worden die hittebestendig zijn of die juist bij een bakproces verdwijnen zodat het eindproduct niet door markeringen ontsierd wordt. Andere professionele toepassingen omvatten bijvoorbeeld het markeren van de huid bij een te opereren patiënt door een chirurg, door middel van speciale viltstiften met een neutrale geur. De toepassing beperkt zich niet tot kleurende inkten: allerlei stoffen die vloeibaar op een smalle strook moeten worden aangebracht kunnen via een viltstift verwerkt worden.
Ook bij graffiti worden viltstiften gebruikt.
Een markeerstift is een korte dikke viltstift met fluorescerende kleurstoffen.
Voor het labellen van een cd of dvd zijn er een speciale viltstiften met inkt op waterbasis die de gegevensdragende laag van de cd niet aantasten.

## Technieken
Het grote voordeel van de viltstift bestaat uit het beheersbaar maken van inkt op basis van een sterk oplosmiddel. Zou men die direct uit een flacon willen verwerken met behulp van een penseel, dan zouden de haren daarvan door het oplosmiddel aangetast en gekleurd worden. Daarbij zou de inkt snel verdampen met een onaangename stank tot gevolg. Precies de meest gewenste eigenschap van zulke inkt, de grote kleurkracht, levert een groot gevaar op voor het smetten van handen, kleding en meubilair. Daarnaast zou het zeer moeilijk zijn de juiste hoeveelheid inkt op het papier aan te brengen en te vermijden dat lijnen en vlakken sterk uitlopen en bloeden. De vezels van de stift maken deze problemen hanteerbaar door de hoeveelheid inkt te doseren en het raakvlak met het papier tot een vooraf bepaalde breedte te beperken.
Juist deze gewenste eigenschappen beperken echter ook de reeks van toepasbare technieken. Doordat de inkt veilig opgesloten zit in de houder, kan hij niet meer naar believen verdund worden of gemengd met andere inkten. Het kleurengamma wordt zo gelimiteerd tot die tinten welke in de individuele stiften aanwezig zijn, de reden voor de grote assortimenten die geproduceerd worden. Kleurovergangen zijn bijzonder lastig tot stand te brengen. Zelfs arceringen leveren geen subtiele gradaties op daar het kleurend vermogen van de stift te groot is. Door de constante dikte van de stift is weinig variatie in de lijnvoering mogelijk. Doordat de inktafgifte beperkt is, valt het lastig hele vlakken te kleuren. Bij een te snelle handbeweging wordt te weinig inkt aangebracht om het hele papier te dekken. Diezelfde snelheid sluit een beheersbaar frottis of half-dekkende lijn, vrijwel uit. Om deze redenen werd de viltstift in de eerste jaren na zijn introductie niet serieus genomen als kunstenaarsmateriaal. Handboeken waarschuwden beginners niet de fout te maken om met "stiften" te willen leren tekenen.
Na verloop van tijd liet men echter technieken herleven die beter bij het nieuwe materiaal pasten. Vroeger was de techniek populair geweest van de gewassen tekening waarbij eerst een schets werd opgezet in watervaste Oost-Indische inkt die dan ingekleurd werd met waterverf. Deze methode kon met veel groter gebruiksgemak worden toegepast door een combinatie van viltstiften met watervaste en kleurende inkten. Dit bleek vooral nuttig bij industrieel ontwerp omdat met viltstiften eenvoudiger een constante weergave van bepaalde standaardtinten
te garanderen viel. Verschillende merken brengen daarom reeksen viltstiften met gestandaardiseerde kleuren op de markt, zoals Pantone.

## Conservering
Het toenemende aantal kunstwerken dat met viltstiften gemaakt is, heeft groeiende en specifieke problemen voor de conservering veroorzaakt. Vaak is de drager papier van lage kwaliteit op basis van houtvezels die snel verkleuren en uiteindelijk vergaan. Omdat de inkt in de papiervezels trekt, is het niet mogelijk de kleurlaag van de drager te scheiden en op een betere ondergrond aan te brengen. De levensduur van het papier kan slechts gerekt worden door het werk zo min mogelijk aan licht en lucht bloot te stellen. Bij inkt op tolueen- en xyleenbasis is er het bijkomende probleem dat deze sterk bloedt en de vezel aantast. Inkt op alcoholbasis is zeer gevoelig voor vochtschade; een geringe hoeveelheid water is al voldoende voor vervloeiingen over een grote oppervlakte waarbij tijdens het opdrogen soms de mengcomponenten van de kleurstoffen verschillend geabsorbeerd worden met grote vlekken en verkleuringen tot resultaat. Een laatste probleem is de vaak geringe lichtechtheid van de gebruikte kleurstoffen die reeds binnen enkele jaren tot een totaal verbleken van de voorstelling kan leiden. Dit effect kan getemperd worden door het werk achter glas te bewaren.